# Neves
Neves is de hoofdstad van het district Lembá in Sao Tomé en Principe (provincie Sao Tomé).
Het stadje ligt aan de westkust van het eiland Sao Tomé, zo'n 30 kilometer van de stad Sao Tomé, de hoofdstad van Sao Tomé en Principe. Neves heeft een haventje dat samen met de haven van Sao Tomé-stad als de belangrijkste van het land geldt, ook heeft Neves enkele industriële faciliteiten, zoals een bierbrouwerij (Cervejeira Rosema) en een olieterminal.

## Bevolkingsontwikkeling
| Jaar                | Inwoners |
| ------------------- | -------- |
| 1991 (volkstelling) | 5.919    |
| 2001 (volkstelling) | 6.635    |
| 2005 (schatting)    | 7.392    |
| 2010 (berekening)   | 7.341    |

## Stedenbanden
Neves onderhoudt stedenbanden met de volgende plaatsen:
- Porto, Portugal.

## Sport
Een voetbalclub die haar thuisbasis heeft in Neves is FC Neves.
Provincies: Sao Tomé (Sao Tomé) · Principe (Santo António)
Districten: Água Grande (Sao Tomé) · Cantagalo (Santana) · Caué (São João dos Angolares) · Lembá (Neves) · Lobata (Guadalupe) · Mé-Zóchi (Trindade) · Pagué (Santo António)
Eilanden: Ilhéu Bom Bom · Ilhéu das Cabras · Ilhéu Caroço · Principe · Ilhéu das Rolas · Ilhéu de Santana · Sao Tomé · Tinhosa Grande · Tinhosa Pequena